# 캘리포니아 인스티튜트 오브 디 아츠
캘리포니아 인스티튜트 오브 디 아츠(영어: California Institute of the Arts, 캘리포니아예술대학), 약칭 칼아츠(CalArts)는 캘리포니아주 발렌시아에 위치한 사립대학교이다. 1960년대 월트 디즈니가 학교를 세웠다.

## 같이 보기
- 픽사
- 우먼하우스
- 스튜던트 아카데미상